# Enrico Forlanini
Enrico Forlanini   (Milà, 13 de desembre de 1848 - Milà, 9 d'octubre de 1930) va ser un enginyer, inventor i pioner aeronàutic italià, conegut pels seus treballs sobre helicòpters, avions, hidroalas i dirigibles. Va néixer a Milà. El seu germà gran Carlo Forlanini era metge.

## Biografia

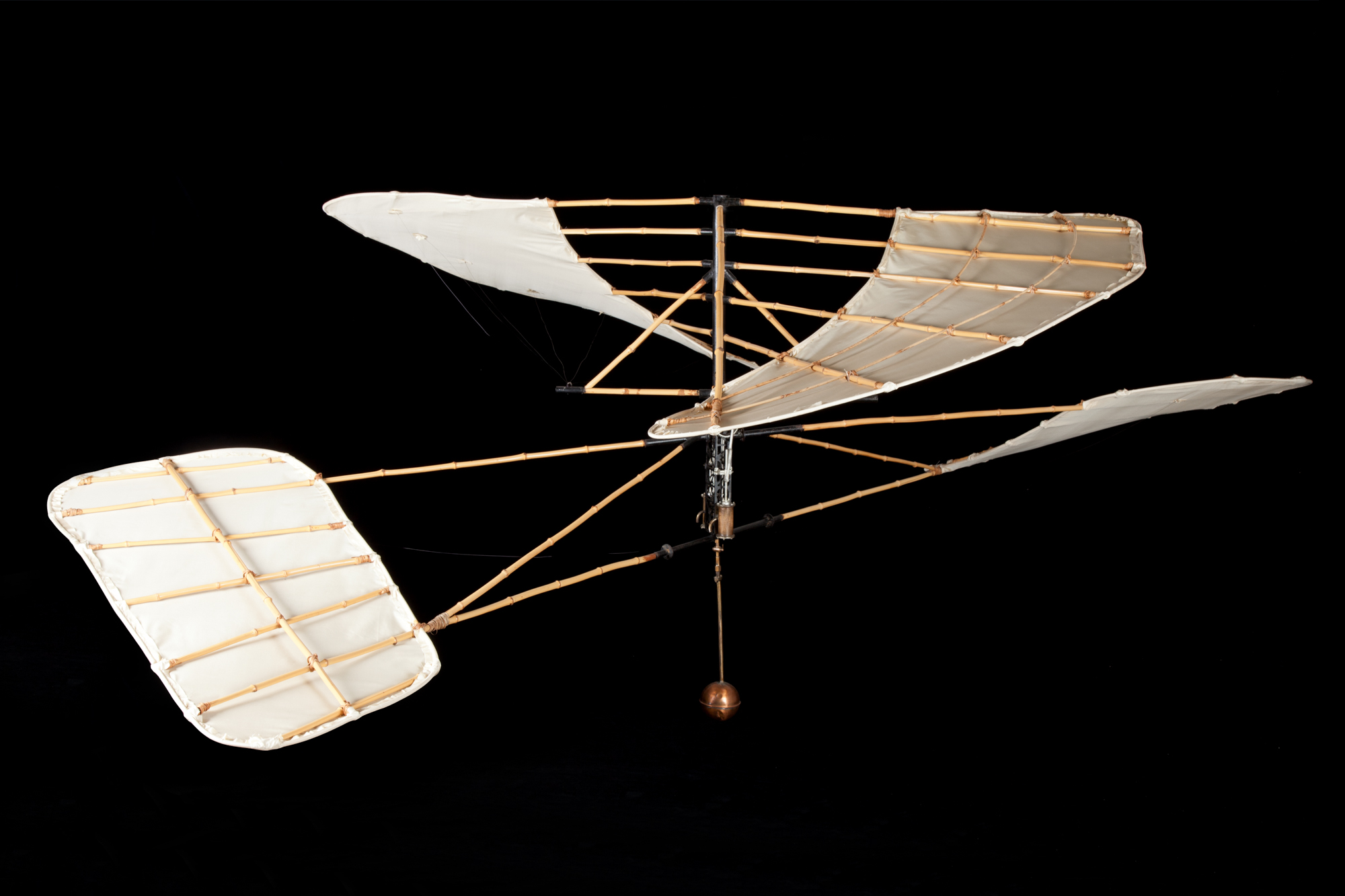
Helicòpter experimental d'Enrico Forlanini (1877), exposat al Museo nazionale della scienza e della tecnologia Leonardo da Vinci de Milà

Enrico Forlanini era fill de Francesco Forlanini, metge notable i director de l'Ospedale Fatebenefratelli de Milà. Després de l'escola primària va assistir a una de les tres Regie Scuole Tecniche de Milà, el 1863 va ingressar al Col·legi Militar de Torí.
El 1866 es va matricular a l'Acadèmia Militar de Torí, i es va convertir en tinent d'enginyers. Enrico es va matricular a la Scuola di Applicazione Artiglieria e Genio (Escola d'Aplicacions d'Artilleria i Enginyers) de Torí el 1868.
En graduar-se el 1870, Forlanini va ser destinat a Casale Monferrato, on va poder treballar al taller de la comissaria. Va començar a treballar en una prova sistemàtica d'hèlixs. Posteriorment va estudiar al Politecnico di Milano i es va graduar en Enginyeria Industrial.

## Prototip d'helicòpter
El 1877, va desenvolupar un primer helicòpter propulsat per una màquina de vapor. Va ser el primer d'aquest tipus que va pujar a una alçada de 13 metres, on va romandre uns 20 segons, després d'un enlairament vertical des d'un parc de Milà.

## Indústria
Després, el 1893 va treballar a Forlì, en una empresa anomenada Società Anonima Forlivese per l'illuminazione a gas e per la fonderia di ferro.

## Dirigibles
Més tard va dissenyar i construir una sèrie de dirigibles, en particular, dissenyats el 1901 i llançat el 1909, el Leonardo da Vinci que va dedicar al famós inventor del Renaixement i, el 1912, el Città di Milano, dedicat a la seva estimada ciutat natal. Aquest últim va mostrar unes característiques excepcionalment bones d'estabilitat i controlabilitat que van guanyar el renom internacional de Forlanini. Es van construir altres quatre dirigibles: F3, F4, F5 i F6. Un setè, anomenat Omnia Dir, només es va completar després de la seva mort.

## Hidròpters

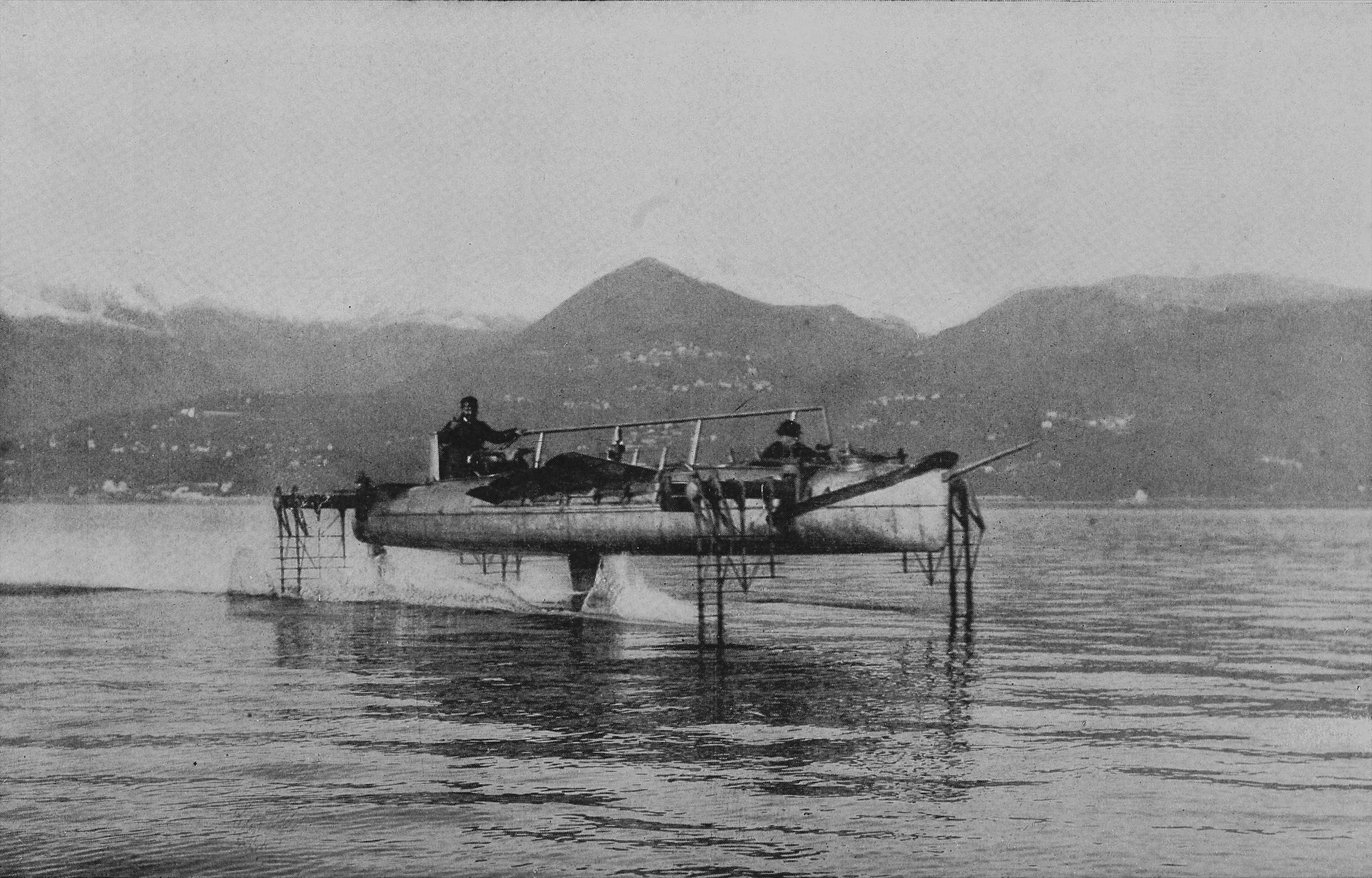
Hidroala Forlanini al llac Maggiore cap al 1911

També és conegut pels seus hidròpters que va començar a dissenyar a partir de 1898. Un d'ells, construït a gran escala, utilitzava un sistema d'hidroala d'escala amb un motor 60 hp (45 kW) que accionava dues hèlixs que giraven en contrafase. Durant les proves al llac Maggiore el 1906, aquesta embarcació va assolir una velocitat màxima de 68 km/h (42,5 mph). També va provar un hidròpter propulsat per una màquina de vapor amb una potència de 25 HP però només va aconseguir arribar a uns 50 quilòmetres per hora (31 mph) el 1908-1909.

## Llegat
Forlanini va obtenir diverses patents britàniques i americanes sobre les seves idees i dissenys, la majoria de les quals estaven destinades a aplicacions d'hidroavions.
Va morir el 1930 mentre encara treballava en el disseny de l'aeronau Omnia Dir.
Milà ha dedicat a Enrico Forlanini el seu aeroport de la ciutat, també anomenat Aeroport de Linate, així com el parc proper, el Parc Forlanini. A Milà també té una avinguda que porta el seu nom, Viale Enrico Forlanini.